# کرم هلو
کرم هلو (نام علمی: Grapholita molesta) نام یک گونه از تیره برگ‌پیچان است.